# الزغبة (دوعن)

'

تعديل مصدري - تعديل

الزغبة هي إحدى قرى عزلة صيف بمديرية دوعن التابعة لمحافظة حضرموت، بلغ تعداد سكانها 252 نسمة حسب تعداد اليمن لعام 2004.